# 224 TCN
224 TCN là một năm trong lịch La Mã.